# Comintern

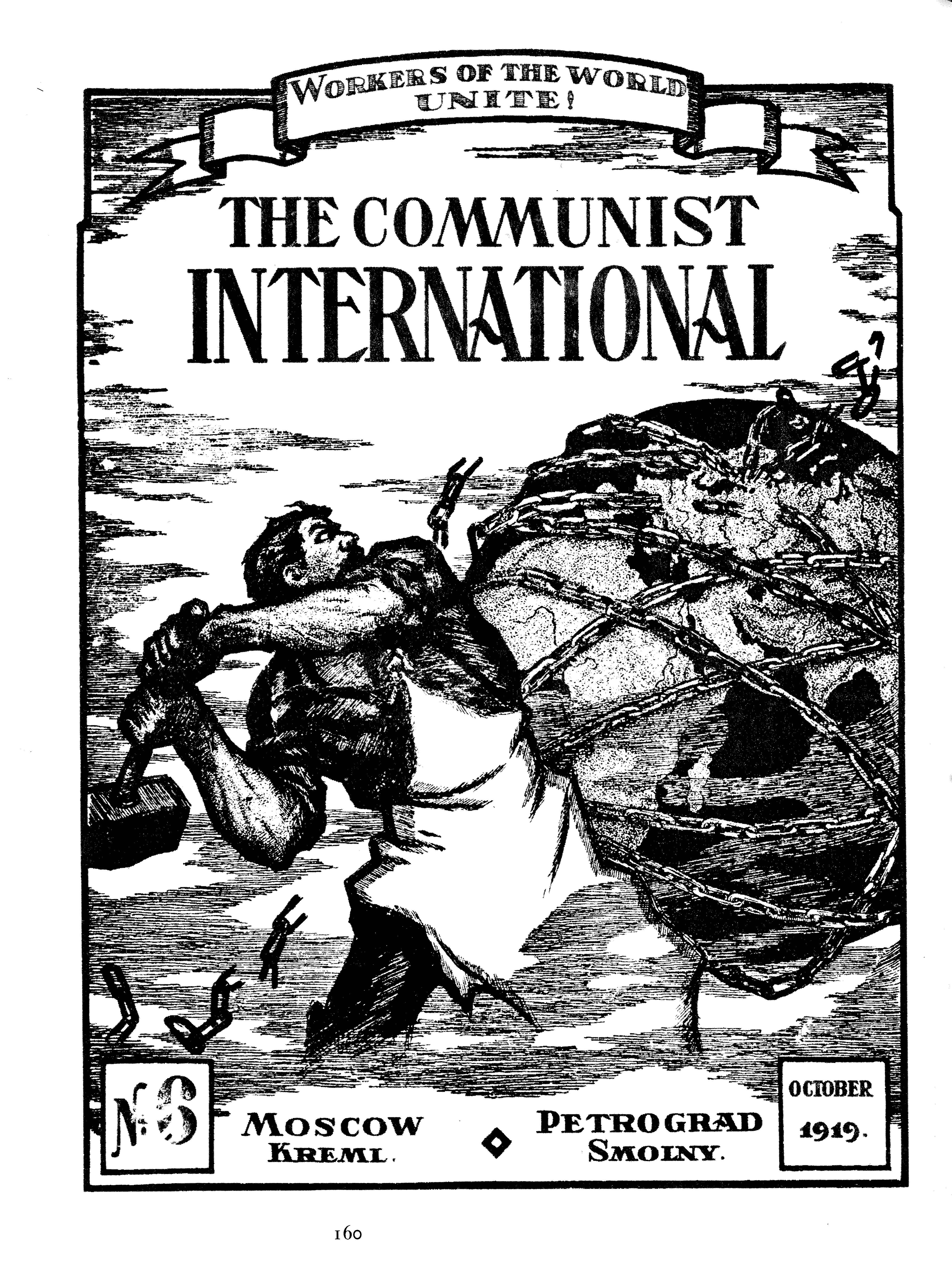
Prima ediție a ziarului Cominternului, Internaționala Comunistă, publicat în Moscova și Petrograd (Sankt Peterburg) în mai 1919. Lozinca din partea superioară a paginii este: "Proletari din toate țările, uniți-vă!"

Cominternul (din limba rusă: Коммунистичеcкий интернационал (Kommunisticeskii internațional) – (Internaționala Comunistă), cunoscută și ca Internaționala a III-a, a fost o organizație internațională comunistă fondată în 1919 de Lenin și de Partidul Comunist Rus (bolșevic), care avea ca scop lupta prin toate mijloacele posibile, inclusiv lupta armată, pentru răsturnarea burgheziei mondiale și pentru formarea unei republici sovietice internaționale, ca un stadiu de tranziție către abolirea definitivă a statului.
Cominternul a reprezentat o sciziune a elementelor de stânga din Internaționala a II-a, ca răspuns la incapacitatea acesteia din urmă de a forma o coaliție solidă împotriva Primului Război Mondial, război pe care Internaționala a III-a l-a considerat un război imperialist.
Cominternul a ținut șapte Congrese Mondiale, primul în martie 1919 și ultimul în 1935. Grupurile care țin de tradiția comunismului de stânga recunosc azi numai valabilitatea primelor două congrese, cele de tradiție bolșevică, leninistă sau troțkistă – numai cea a primelor patru, iar partidele comuniste staliniste și maoiste recunosc valabilitatea tuturor celor șapte congrese.

## Originile Cominternului
Originile Cominternului pot fi găsite în sciziunile din mișcarea muncitorească, care au devenit evidente în 1914, la începutul Primului Război Mondial, deși prăpastia între aripile revoluționară și reformistă exista și se dezvolta de mai multă vreme. Încă din 1899, reformiștii, sau așa numitele elemente de dreapta, au sprijinit intrarea socialistului Millerand în guvernul francez al acelor timpuri. Pe de altă parte, revoluționarii, sau elementele de stânga, se opuneau cu îndârjire oricărei colaborări cu guvernele burgheze. O importanța mare a avut-o și lucrarea Socialismul Evolutiv a lui Eduard Bernstein, care teoretiza calea reformistă către socialism și care a fost criticată violent, printre alții, de Karl Kautsky și de tânăra Rosa Luxemburg.
Revoluția rusă din 1905 a avut ca efect radicalizarea multor partide socialiste, același efect avându-l în Europa Occidentală și seriile de greve generale care cereau votul universal. În acest moment, Internaționala a II-a, (cunoscută ca Internaționala Socialistă), a părut o organizație unită, ai cărei membri se înmulțeau după fiecare sufragiu din țările avansate. Karl Kautsky, poreclit și Papa al Marxismului, a fost cel mai radical membru. El a ocupat funcția foarte importantă de editor al influentului Die Neue Zeit (Timpuri Noi), ziarul de teorie politică al foarte marelui Partid Social Democrat din Germania (SPD) – cel mai important partid al Internaționalei.
Până în 1910, au apărut facțiuni în social-democrația de stânga, (cum se autodefineau marxiștii care dominau Internaționala), iar gânditori de stânga, precum Rosa Luxemburg și olandezul Anton Pannekoek, au devenit chiar mai critici decât Kautsky. Începând din acest moment, se poate vorbi în Internaționala Socialistă despre o aripă de dreapta (reformistă), un centru și o aripă de stânga (revoluționară). Este interesant de observat că atât bolșevicii, cât și menșevicii, (facțiuni ale Partidului Social Democratic din Rusia), erau considerați ca fiind în tabăra revoluționarilor (aripa de stânga). Certurile dintre diferitele grupuri nu au ajuns însă niciodată la urechile marelui public.
Primul Război Mondial avea să se dovedească a fi evenimentul care a separat definitiv și irevocabil aripile revoluționară și reformistă ale mișcării muncitorești. În ciuda hotărârilor marii majorități a rezoluțiilor prin care Internaționala Socialistă chema proletariatul internațional la rezistență împotriva războiului, cele mai multe partide socialiste ale statelor implicate în conflict și-au manifestat sprijinul pentru politica propriilor țări, excepțiile fiind partidele din Balcani, din Rusia și câteva grupuri minoritare din celelalte țări. Partidele socialiste din țările neutre au militat continuu pentru neutralitate și împotriva opoziției totale la război.
Ca și înainte de război, în timpul conflagrației, facțiunile mișcării socialiste erau dreapta reformistă, stânga revoluționară și centrul, care oscila între cei doi poli. Printre cei mai zgomotoși oponenți ai războiului a fost Lenin, liderul facțiunii bolșevice al socialiștilor ruși care, văzând colapsul Internaționalei Socialiste, a declarat că o nouă Internațională – a treia – trebuia inițiată și trebuia să-i ia locul celei de-a a doua. Lenin era acum cel îi care condamna pe socialiștii reformiști, pe social-șovini, (socialiști în vorbe, dar șovini în fapte), și pe socialiștii de centru care, ca social-pacifiști, se opuneau războiului, dar votau pentru creditele de război. Acest ultim caz poate fi ilustrat de politica Partidului Independent al Muncii din Marea Britanie condus de Ramsay MacDonald, care se opunea de fapt războiului pe considerente de pacifism, dar nu făcea nimic pentru a-i rezista.
O idee de bază a Cominternului a fost aceea a creării de partide comuniste în toată lumea, partide care să sprijine revoluția proletară mondială. O altă idee importantă era aceea a centralismului democratic, care se reducea, în mare, la principiul conform căruia toate deciziile trebuie să fie luate democratic și toate vocile trebuie să se facă auzite, dar membrii de partid nu trebuiau să mai comenteze sau să se opună odată ce s-a luat o hotărâre.
Următoarele partide și mișcări au fost invitate la primul congres al Internaționalei Comuniste:
- Liga Spartachistă din Germania,
- Partidul Comunist (bolșevic) din Rusia,
- Partidul Comunist din Austria,
- Partidul Comunist al Muncitorilor din Ungaria,
- Partidul Comunist Finlanda,
- Partidul Comunist al Muncitorilor din Polonia,
- Partidul Comunist din Estonia,
- Partidul Comunist din Lituania,
- Partidul Comunist din Letonia,
- Partidul Comunist din Belarus,
- Partidul Comunist din Ucraina,
- Elementele revoluționare dintre social-democrații cehi,
- Partidul social-democratic (tesniaki) din Bulgaria,
- Partidul social-democrat din România,
- Aripa de stânga a Partidului Social Democrat din Serbia,
- Partidul social democrat de stânga din Suedia,
- Partidul Muncii din Norvegia,
- Grupul Klassenkampen din Danemarca,
- Partidul Comunist din Olanda,
- Elementele revoluționare din Partidul Muncitorilor din Belgia,
- Grupuri din mișcările socialiste și sindicale din Franța,
- Stânga Social-democrată din Elveția,
- Partidul Socialist Italian,
- Elementele revoluționare din Partidul Socialist din Spania,
- Elementele revoluționare din Partidul Socialist din Portugalia,
- Partidele socialiste din Anglia, (în mod special curentul reprezentat de MacLean)
- Partidul Socialist al Muncii din Anglia,
- Muncitorii Industriali ai Lumii din Anglia,
- Elementele revoluționare ale organizațiilor muncitorești din Irlanda,
- Elementele revoluționare ale delegaților sindicatelor din Anglia,
- Partidul Socialist al Muncii din Statele Unite ale Americii,
- Elementele de stânga ale Partidului Socialist din America, (Liga pentru Propaganda Socialistă),
- Muncitorii Industriali ai Lumii din Statele Unite ale Americii,
- Muncitorii Industriali ai Lumii din Australia,
- Uniunea Internațională a Muncitorilor Industriali din Statele Unite ale Americii,
- Grupurile socialiste din Tokyo și Yokohama – Japonia, reprezentate de tovarășul Katayama,
- Internaționala Socialistă a Tineretului, reprezentată de tovarășul Willi Müzenberg (1889 - 1940).

Pentru ca un partid să poată intra în Comintern, trebuia să accepte cele Douăzecișiuna de Condiții, care erau concepute pentru a delimita comuniștii revoluționari de forțele reformiste și centriste care urmăreau să acceadă în Comintern după succesul revoluției bolșevice.

## Primele patru congrese ale Cominternului
Primul președinte al Comitetului Executiv al Cominternului a fost Grigori Evseievici Zinoviev, din 1919 până în 1926, (când a fost destituit după ce a ieșit din cercul favoriților lui Stalin, care deja avea o putere considerabilă la acea vreme). Nikolai Ivanovici Buharin a condus Cominternul pentru o perioadă de doi ani, până în 1928, când a fost destituit și el de către Stalin. Liderul comunist bulgar Gheorghi Dimitrov a condus Cominternul din 1934 până la dizolvarea lui.

## De la al cincilea până la al șaptelea congres al Cominternului
Au existat mai multe organizații internaționale sponsorizate de Comintern:
- Internaționala Roșie a Sindicatelor (Profintern)
- Internaționala Roșie a Țăranilor (Krestintern)
- Ajutorul Roșu Internațional (MOPR)
- Internaționala Tineretului Comunist
- Internaționala Roșie a Sporturilor (Sportintern)

## De la ultimul congres la dizolvare
Ultimul congres al Comiternului a fost ținut în 1935 și a sprijinit în mod oficial Frontul Popular Antifascist. Această politică cerea ca partidele comuniste să caute să formeze Fronturi Populare cu toate partidele care se opuneau fascismului și să nu se limiteze să formeze Fronturi Unite doar cu partidele muncitorești. Nu a existat vreo opoziție semnificativă la această nouă orientare politică în vreuna dintre secțiunile naționale ale Cominternului. În Franța și Spania în mod special, consecințele au fost spectaculoase.
Cum congresul al șaptelea al Cominternului a renunțat la țelul revoluționar al răsturnării capitalismului, Troțki a ajuns la concluzia că este necesară apariția unei noi Internaționale, de timp ce Cominternul a murit ca Internațională revoluționară. Troțki a susținut, de asemenea, că partidele staliniste nu pot fi considerate partide revoluționare, (ele jucau totuși un rol de apărători ai statului Rus), la fel neputând fi considerate partide revoluționare nici partidele social-democrate.
Ca urmare, în 1938 s-a format Internaționala a IV-a în opoziție cu Internaționala Comunistă. Comuniștii celei de-a patra Internaționale considerau că cea de-a treia Internațională devenise profund birocratizată și stalinizată și nu mai era capabilă să renască pentru a deveni o organizație revoluționară propriu-zisă. În mod particular, ei considerau prăbușirea catastrofală a mișcării comuniste și ascensiunea nazismului în Germania ca pe o dovadă că Internaționala Comunistă era sub controlul total și nefast al lui Stalin.
La începutul celui de-al doilea război mondial, Cominternul a sprijinit o politică pacifistă și de neintervenție, considerând că este vorba de un război imperialist între diferitele clase conducătoare naționale, aproape la fel ca în primul război mondial. Când Uniunea Sovietică a fost invadată pe 22 iunie 1941, Cominternul și-a schimbat poziția diametral opus, sprijinind activ Aliații. Într-un document datat 11 iulie 1941, care făcea o evaluare strategică pentru Departamentul de Război al SUA, se aprecia: Cominternul, prin regimul sovietic, luptă pentru revoluția mondială în interesul Comunismului.
Stalin a desființat în mod oficial Cominternul 15 mai 1943, ca un gest împăciuitor față de Puterile Aliate. NKVD-ul din Moscova a trimis un mesaj către toate agenturile sale pe 12 septembrie 1943. Acest mesaj scotea în mod clar la lumină legătura dintre NKDV, pe de-o parte, și Comintern și partidele comuniste, pe de alta. Acest mesaj dădea instrucțiuni detaliate despre folosirea surselor de informații din interiorul partidelor comuniste după desființarea Cominternului.

## După dispariția Cominternului
În 1947, a fost format Biroul Comunist de Informații – Cominform, un înlocuitor al Cominternului. Era o rețea formată din partidele comuniste din Bulgaria, Cehoslovacia, Franța, Italia, Iugoslavia, Polonia, România, Ungaria și Uniunea Sovietică. A fost dizolvat în 1956.
Cu toate că partidele comuniste pro-moscovite nu mai aveau o organizație internațională care să le unească, ele continuau să aștepte indicații de la Partidul Comunist al Uniunii Sovietice și se întâlneau periodic la Moscova. Cea mai importantă întâlnire dintre acestea a avut loc în 1962, când Ruptura chino-sovietică a devenit cunoscută pentru prima oară. A existat o coordonare strânsă a acțiunilor sovietice și a partidelor comuniste din Pactul de la Varșovia.